# Cobaea pachysepala
Cobaea pachysepala là một loài thực vật có hoa trong họ Polemoniaceae. Loài này được Standl. mô tả khoa học đầu tiên năm 1914.